# Decade of Aggression
Decade of Aggression è un album dal vivo del gruppo musicale statunitense Slayer, pubblicato il 22 ottobre 1991 dalla Def American.

## Tracce
CD 1
1. Hell Awaits – 6:50
2. The Antichrist – 3:50
3. War Ensemble – 4:58
4. South of Heaven – 4:25
5. Raining Blood – 2:32
6. Altar of Sacrifice – 2:48
7. Jesus Saves – 4:12
8. Dead Skin Mask – 4:58
9. Seasons in the Abyss – 7:01
10. Mandatory Suicide – 4:00
11. Angel of Death – 4:52

CD 2
1. Hallowed Point – 3:36
2. Blood Red – 2:50
3. Die by the Sword – 3:35
4. Black Magic – 3:28
5. Captor of Sin – 3:34
6. Born of Fire – 3:03
7. Postmortem – 4:04
8. Spirit in Black – 4:07
9. Expendable Youth – 4:36
10. Chemical Warfare – 5:30

## Formazione
- Tom Araya – voce, basso
- Kerry King – chitarra
- Jeff Hanneman – chitarra
- Dave Lombardo – batteria, percussioni